# Tutin (Sérvia)

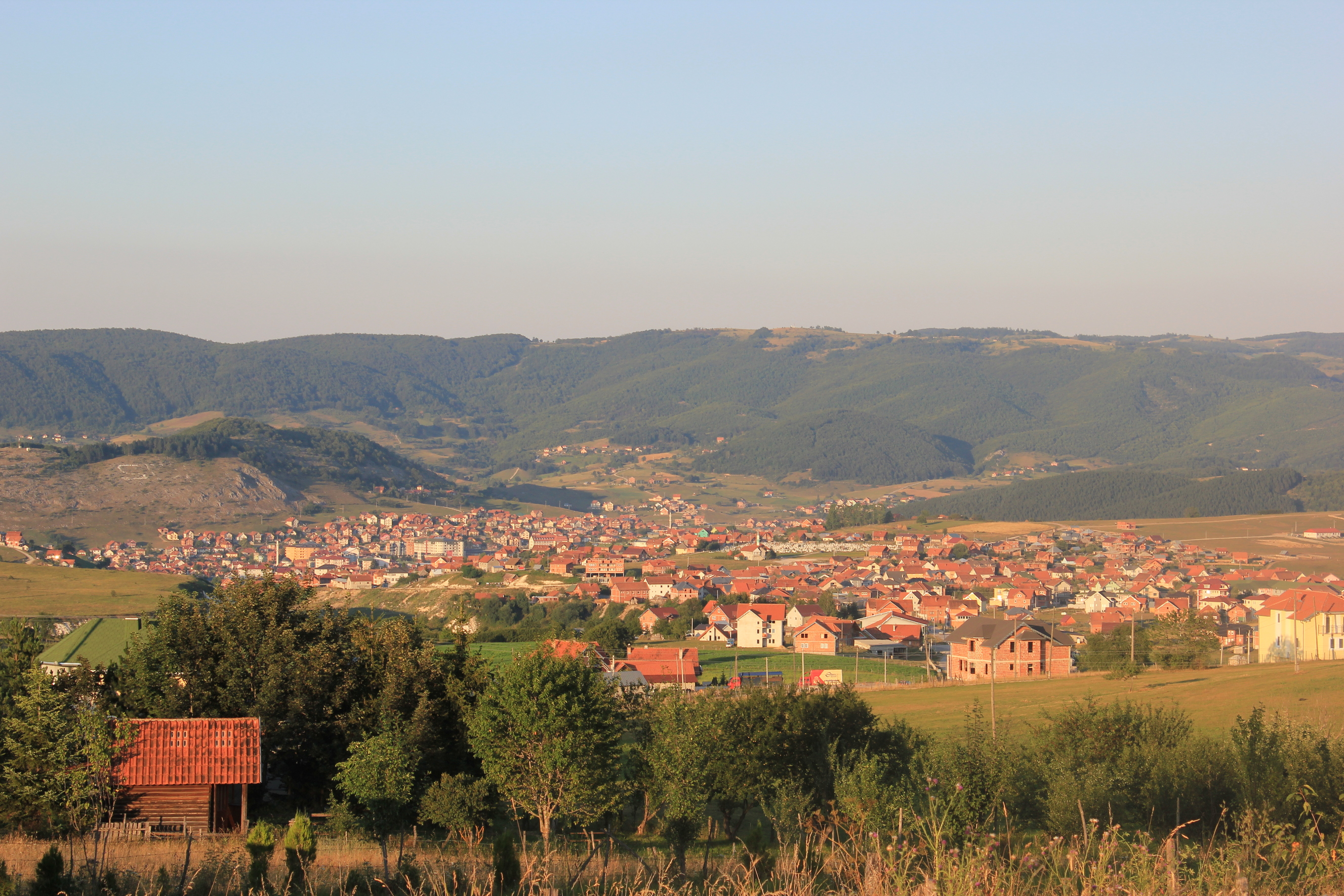
Vista de Tutin - Servía

Tutin (em sérvio: Тутин) é uma cidade e município da Sérvia situada no distrito de Ráscia , na região de Sanjaco. Em 2002, a cidade de Tutin contava 9 111 habitantes e a municipalidade da qual é capital, 30 054.